# セッリーア・マリーナ
セッリーア・マリーナ（イタリア語: Sellia Marina）は、イタリア共和国カラブリア州カタンザーロ県にある、人口約7,800人の基礎自治体（コムーネ）。

## 地理

### 位置・広がり

#### 隣接コムーネ
隣接するコムーネは以下の通り。
- クローパニ
- セルサーレ
- シーメリ・クリーキ
- ソヴェリーア・シーメリ
- ザガリーゼ

## 行政

### 分離集落
セッリーア・マリーナには、以下の分離集落（フラツィオーネ）がある。
- Calabricata, Cardusa, Case sparse, Feudo de Seta, La Petrizia, Piano d'Agazio, Pirainetto, Ruggero, Sena, Serra, Torrazzo, Uria